# Konstantin Malofeïev
Konstantin Valeriévitch Malofeïev (en russe russe : Константин Валерьевич Малофеев), né le 3 juillet 1974 à Pouchtchino (oblast de Moscou) est un oligarque russe proche du président Vladimir Poutine et de tendance conservatrice. Il participe aux instances de décision de la « Société de l'Aigle bicéphale », « pour la mémoire historique russe »[Quoi ?], du groupe de média « Tsargrad », du fonds d'investissement « Marshall Capital Partners », de la « ligue pour un internet sûr » et de la « Fondation de charité Saint Basile le Grand »[pas clair]. Il fait, depuis 2014, l'objet de sanctions internationales pour son rôle dans la guerre du Donbass.

## Éducation et vie privée
Konstantin Malofeïev naît le 3 juillet 1974 dans la ville de Pouchtchino, dans l'oblast de Moscou. En 1996, il obtient un diplôme en droit de l'université d'État de Moscou.
Il est marié à Irina Vilter, avocate chez Monastyrsky, Zyuba, Stepanov & Partners. Ils ont trois enfants.

## Homme d'affaires et oligarque des télécommunications et médias
Konstantin Malofeïev commence sa carrière en 1996 dans la banque d'investissement Renaissance Capital après avoir occupé divers postes de direction chez Interros, MDM Bank et d'autres banques et groupes d'investissement. De 2002 à 2004, il est responsable du financement des entreprises chez MDM Bank, une banque d'investissement russe .
Il fonde Marshall Capital, l'un des principaux groupes d'investissement russes, en 2005. C'est un groupe d'investissement russe qui se concentre sur les investissements dans les télécommunications, les médias et la technologie, ainsi que dans l'immobilier et l'agriculture. Fin 2014, l'oligarque russe prétend que Marshall Capital est passé sous la direction du fonds CFG Capital (France), investisseur privé européen focalisé sur des projets d'investissement en Russie et dans la CEI. Ce partenariat, qui n’a jamais existé, a été inventé par Konstantin Malofeïev dans le but d’essayer d’échapper aux sanctions européennes à la suite de la guerre en Ukraine, sans succès. D’ailleurs, le président du conseil d’administration de CFG Capital, Pierre Louvrier, a toujours démenti toute relation d’affaires avec Konstantin Malofeïev et son groupe, malgré des citations inventées, et qui lui sont attribuées par la presse russe.
Konstantin Malofeïev est président du conseil d'administration du groupe de média Tsargrad, qui avec une audience de 7 millions de téléspectateurs est un poids lourd du paysage médiatique.
L'un des plus gros investissements de Marshall Capital Group est sa participation de 10,7 % dans Rostelecom, une entreprise de télécommunications nationale et le plus grand opérateur de communications de Russie, desservant plus de 100 millions d'abonnés dans 80 régions.

## Activité sociale, philanthropie conservatrice et agent dusoft powerrusse
Konstantin Malofeïev est un philanthrope qui soutient des projets culturels et sociaux. Il est le fondateur de la plus grande fondation privée russe, la Fondation de charité Saint Basile le Grand (ru).

### Fondation Saint Basile
Il est tout d'abord fondateur et président du conseil de surveillance du Collège Saint-Basile le Grand, fondé par lui en janvier 2007 et promouvant un enseignement russe traditionaliste.
En juillet 2007, il crée la Société russe des philanthropes pour la protection des mères et des enfants. L'un des premiers programmes de la société, Cœur d'Enfant, finance le traitement des enfants atteints de malformations cardiaques congénitales dans des cliniques russes spécialisées.
En juin 2010, la Société est rebaptisée Fondation de bienfaisance de Saint Basile le Grand. Son objectif est d'améliorer la santé des enfants, de développer l'éducation et la formation, ainsi que de construire, de restaurer et de soutenir financièrement le développement et la croissance de l'Église orthodoxe russe. La Fondation est impliquée dans plus de 30 programmes à travers la Russie. Depuis 2011, Konstantin Malofeïev est président du conseil d'administration de Saint Basile le Grand Foundation.

### Autres engagements en Russie

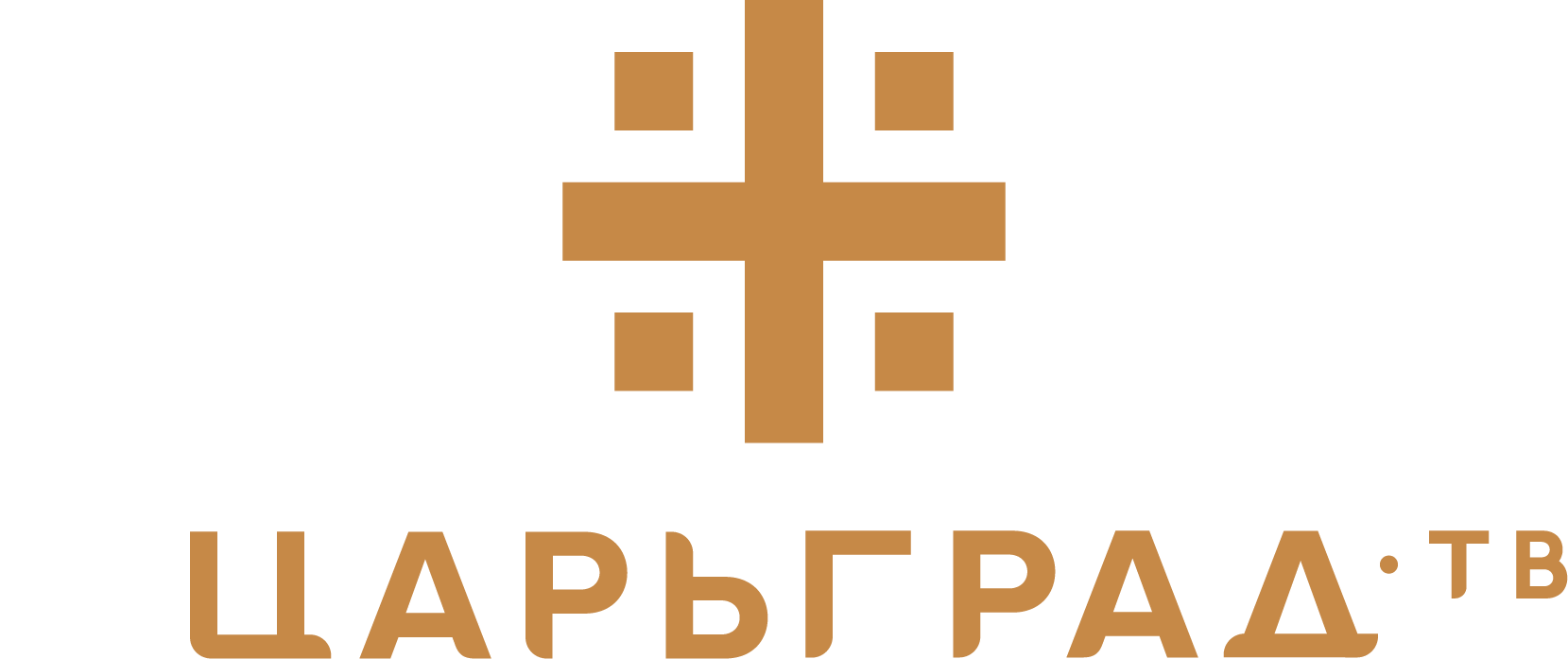
Logo de « Tsargrad », groupe de média fondé par Konstantin Malofeïev.

En raison de ses liens avec les hiérarques orthodoxes, il est parfois surnommé l'« oligarque orthodoxe ». Plus largement il promeut un changement conservateur de la Russie.
Son groupe de média Tsargrad, dont le nom reprend l'ancienne appellation russe de la « deuxième Rome », Constantinople, est une plateforme utilisée par des personnes telles qu'Alex Jones et Alexandre Douguine. Il est également président et membre du conseil de surveillance de Katehon, un groupe de réflexion de droite. De plus, Konstantin Malofeïev a des liens avec la droite religieuse américaine. Il a embauché l'ancien employé de Fox News Jack Hannick pour l'aider au lancement de Tsargrad TV.
En 2015, il fonde un mouvement monarchiste, l'Aigle bicéphale, mais renonce à le transformer en parti politique, en soulignant qu'avec la nouvelle réforme constitutionnelle russe, il « avait atteint ses objectifs politiques puisque Poutine peut rester au pouvoir ». Selon Le Monde, il donne un nouveau sens à l’idée monarchiste : « nous utilisons encore le vocable étranger de “président”, mais c’est bien un souverain que nous avons ».

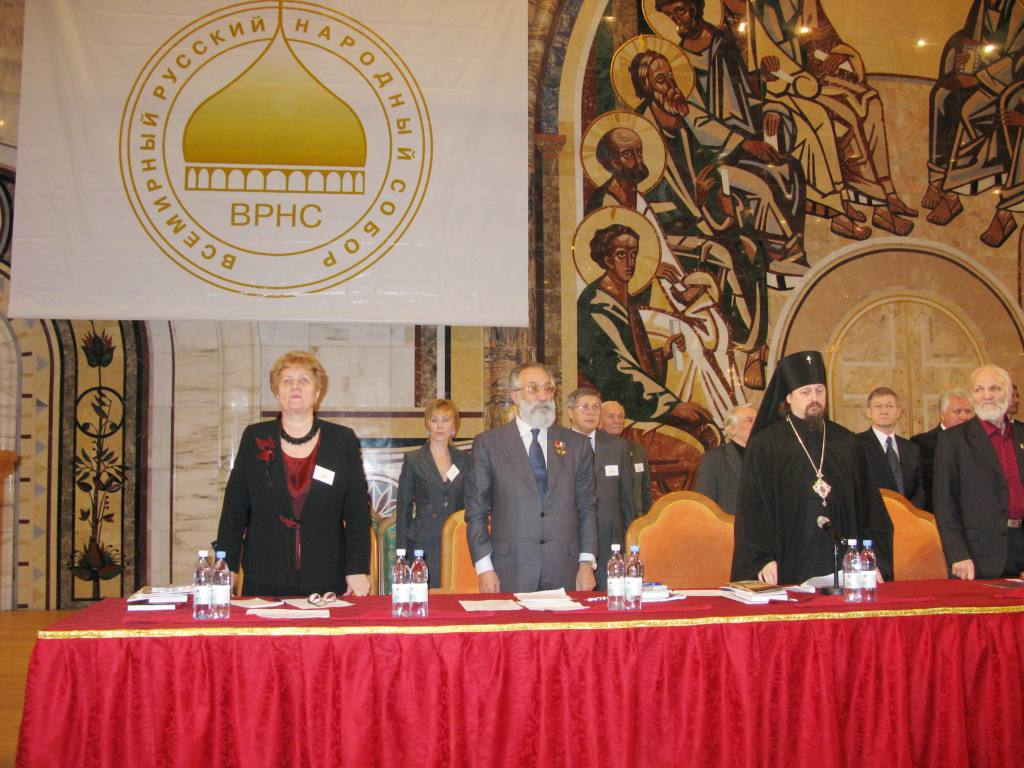
Une réunion du Conseil mondial du peuple russe, dont Malofeïev prend la tête en 2019.

Avec l'aide de l'homme politique français Philippe de Villiers, Konstantin Malofeïev veut construire deux parcs à thème pour glorifier l'histoire de la Russie, un à Moscou et un à Yalta.
Il est membre du conseil d'administration du partenariat à but non lucratif de la Safe Internet League (ru), une organisation non gouvernementale russe qui a soutenu le projet original de loi sur la censure d'Internet en Russie.
En 2019, il devient vice président du Conseil mondial du peuple russe (en russe Всемирный русский народный собор). Ce dernier impulse en octobre un programme de refondation conservatrice, "Stratégie pour la conservation des peuples 2050", qui inspirera plusieurs passages du discours de Vladimir Poutine le 15 janvier 2020.
En septembre 2021, il tente sans succès de prendre le contrôle du parti d'extrême droite Rodina à l'occasion des élections législatives russes.

### Influence en Europe
Selon la chercheuse Marlène Laruelle, « son projet a toujours été de créer une sorte d’Internationale réactionnaire, avec des orthodoxes et des catholiques réactionnaires pro-life, et le gotha aristocratique qu’il réactive en tant qu’acteur politique ».
En 2013, Konstantin Malofeïev est reçu par l'homme politique d'extrême droite français Jean-Marie Le Pen afin de financer la campagne du Front national aux élections européennes à venir. Il entretient également des liens avec Philippe de Villiers, Thierry Mariani et Aymeric Chauprade.
En 2014, le groupe de hackers Shaltai Boltai a publie des courriels divulgués de George Gavrish, un nationaliste coopérant étroitement avec Alexandre Douguine, suggérant une large gamme de soutien financier provenant des fonds conservateurs de Konstantin Malofeïev aux mouvements politiques nationalistes radicaux en Europe. En mai 2014, il a organisé une réunion à Vienne avec le FPÖ, Ataka et le Front National. Une majorité de ces financements est assurée par le biais du Fonds de bienfaisance Saint Basile le Grand géré par Konstantin Malofeïev. Le financement de 2 millions d'euros du FN français en 2014 via Chypre est également à son actif.

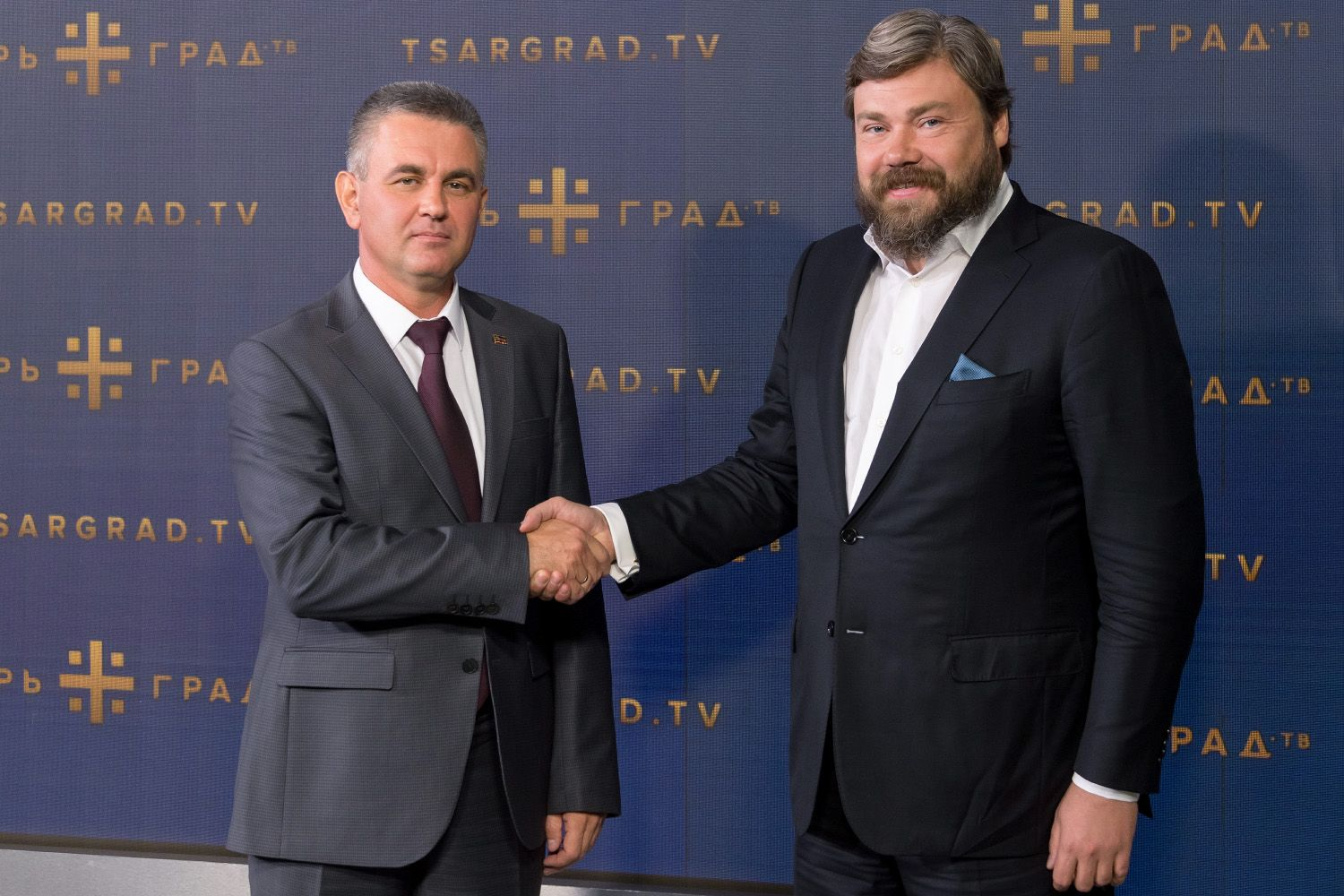
Konstantin Malofeïev avec le président de la république autoproclamée de Transnistrie, Vadim Krasnosselski.

En Europe centrale, son influence se manifeste de manière appuyée.
En République serbe, il soutient le président prorusse Milorad Dodik et dépêche pour sa réélection des services de sécurité revêtant l'uniforme cosaque.
Au Monténégro, il est impliqué dans un coup d'État avorté.
Le 11 septembre 2019, le gouvernement bulgare lui interdit d'entrer dans le pays pendant dix ans sur une accusation d'un complot d'espionnage visant à détourner le pays de son orientation pro-occidentale pour le tourner vers Moscou.

## Implication dans la guerre du Donbass et sanction de l'UE
En juillet 2014, l'Ukraine ouvre une procédure pénale à l'encontre de Malofeïev. Il est accusé d'avoir financé des « groupes militaires illégaux » dans la guerre du Donbass. Pour cela, il a également été inscrit sur la liste de l'Union européenne des personnes sanctionnées lors des troubles pro-russes de 2014 en Ukraine. Le 19 décembre 2014, lui et sa société Marshall Capital Partners ont également été inscrits sur la liste des ressortissants spécialement désignés de l'OFAC aux États-Unis.
La Commission européenne, les États-Unis et l'Ukraine ont accusé Malofeïev d'essayer de déstabiliser et de financer le séparatisme en Ukraine,. Selon le règlement de l'UE no 826/2014 du 30 juillet 2014, Malofeïev est étroitement lié aux séparatistes russes dans l'est de l'Ukraine et en Crimée. Il est l'ancien employeur d'Alexandre Borodaï, le Premier ministre de la République populaire autoproclamée de Donetsk. Malofeïev était également l'ancien employeur d'Igor Guirkine, un ancien colonel du FSB qui a fourni des services de sécurité aux visites de Malofeïev à Kiev et en Crimée dans les semaines précédant l'annexion de ce dernier par la Russie.
Igor Guirkine réapparaît plus tard en tant que chef de l'insurrection séparatiste dans la ville de Slovyansk, puis en tant que ministre autoproclamé de la Défense de la république populaire autoproclamée de Donetsk. En mai 2014, pendant l'occupation séparatiste de Slovyansk dirigée par Girkin, les services de sécurité ukrainiens SBU ont intercepté un appel téléphonique dans lequel une personne portant le même prénom et le même nom patronymique que celui de Malofeïev, et une voix similaire à la sienne, fournit des renseignements militaires tactiques à Guirkine et le félicite pour une récente embuscade contre les troupes antiterroristes ukrainiennes.
En février 2015, le journal d'investigation russe Novaïa Gazeta publie un document qui, selon le journal, était une feuille de route pour fomenter des troubles et l'annexion de la Crimée, ainsi que d'autres régions du sud-est de l'Ukraine. Le rédacteur en chef du journal a déclaré publiquement que les sources anonymes qui ont permis cette publication attribuaient à Malofeïev et son équipe la rédaction du document en février 2014.
Dans diverses déclarations publiques, Malofeïev a nié sa participation active aux groupes armés en Ukraine et a déclaré que ses contributions financières aux zones de troubles en Ukraine se limitaient à de l'aide humanitaire. Il a également déclaré que son lien d'emploi avec deux des principaux participants russes à l'insurrection armée dans l'est de l'Ukraine était une coïncidence. Malofeïev n'a jamais fait de commentaires sur l'enregistrement audio qui prétend prouver son implication pratique dans les attaques armées contre les forces armées ukrainiennes.
Bien que toutes les initiatives de Malofeïev en Ukraine aient été formellement organisées et financées de manière privée, des appels téléphoniques interceptés entre lui et ses lieutenants sur le terrain en Ukraine, ainsi que des courriers électroniques piratés, ont montré qu'il coordonnait parfois étroitement ses actions avec le Kremlin, via le prêtre orthodoxe Tikhon Chevkounov que Malofeïev et Poutine partagent (selon leurs propres mots) en tant que conseiller spirituel, à d'autres moments via une coordination directe entre Malofeïev et les conseillers de Poutine Vladislav Sourkov et Sergey Glazyev, mais aussi via l'étroite collaboration de Malofeïev avec l'Institut russe d'études stratégiques (RIIS) du Kremlin, présidé par l'ancien membre du KGB / SVR Leonid Rechetnikov.
Le 8 mars 2023, le Service fédéral de sécurité de la fédération de Russie affirme que Konstantin Malofeïev a fait l'objet d'une tentative d'assasinat organisée par le Service de sécurité d'Ukraine,.

## Affaire judiciaire
Le 6 avril 2022, Malofeïev est inculpé par la justice américaine pour avoir violé les sanctions américaines imposées après l'invasion de l'Ukraine par la Russie.